# Mochi (gastronomia)
Il mochi (餅?) è un preparato tradizionale giapponese costituito da uno speciale tipo di riso glutinoso chiamato mochigome, tritato e pestato per ottenere una pasta bianca, morbida e appiccicosa che viene poi modellata in forme sferiche o rettangolari.

## Preparazione

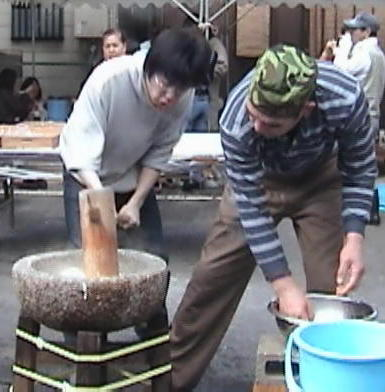
Produzione tradizionale di mochi ad Osaka

Secondo la tradizione, viene preparato in una caratteristica cerimonia detta mochitsuki: in questa pratica il riso, precedentemente messo a bagno e poi cotto, viene pestato nel tradizionale mortaio di grandi dimensioni detto usu (臼?) con un martello in legno chiamato kine (杵?). 
Questo procedimento viene solitamente svolto da due persone che lavorano in coppia: il primo pesta ritmicamente con il kine mentre il secondo rigira e umidifica il mochi; comprensibilmente, è necessaria notevole coordinazione per eseguire questa manovra senza ostacolarsi a vicenda. La pasta collosa così ottenuta viene tagliata e modellata in forma solitamente di piccole sfere. 
In tempi recenti la cerimonia del mochitsuki è solitamente riservata agli eventi eccezionali, a causa della sua laboriosità, e per produrre mochi in modo sbrigativo nella vita di tutti i giorni si è soliti utilizzare delle macchine automatiche, che triturano e impastano il riso in poco tempo ed efficientemente. In commercio si trova anche il mochiko, farina ottenuta polverizzando i chicchi di riso mochigome non cotti.
Il mochi è simile, per composizione, al nian gao, una torta cinese, tipica del capodanno, costituita anch'essa da farina di riso glutinoso, sebbene questa venga cotta una seconda volta dopo la sua realizzazione, a differenza di ciò che avviene nella produzione del mochi in cui questo passaggio è assente; come risultato, il nian gao ha una consistenza molto più compatta delle torte di mochi giapponesi.

## Utilizzo

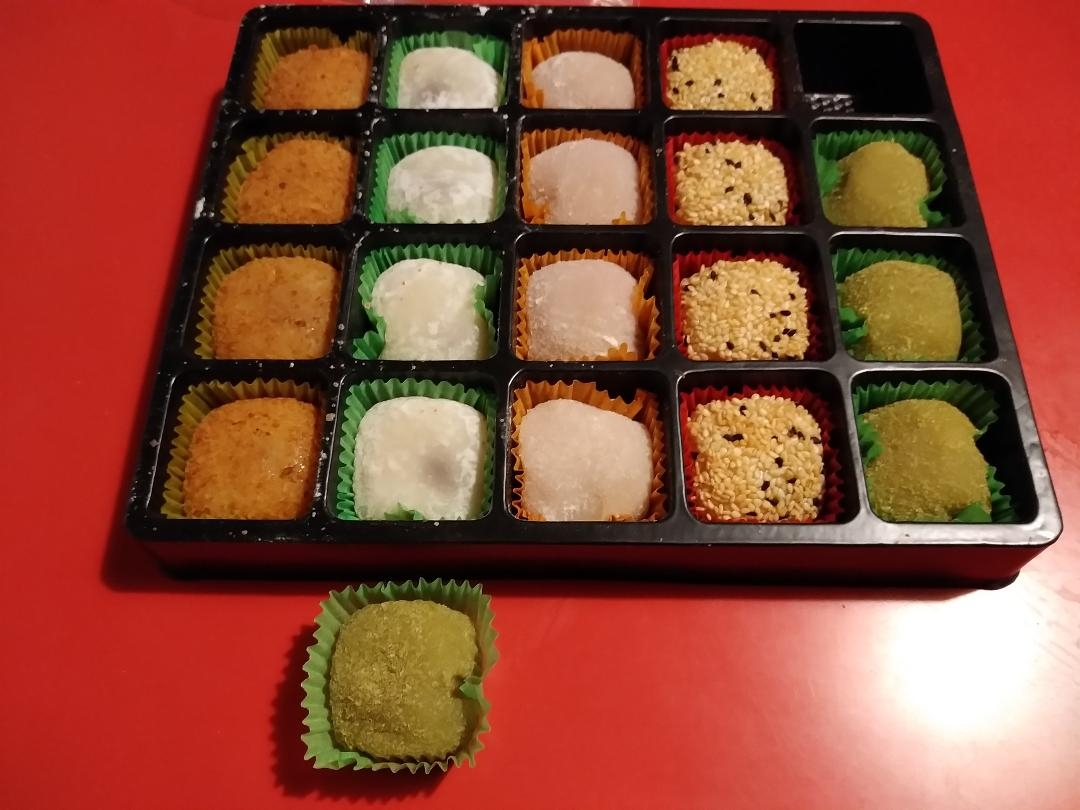
Mochi assortiti in scatola di produzione taiwanese

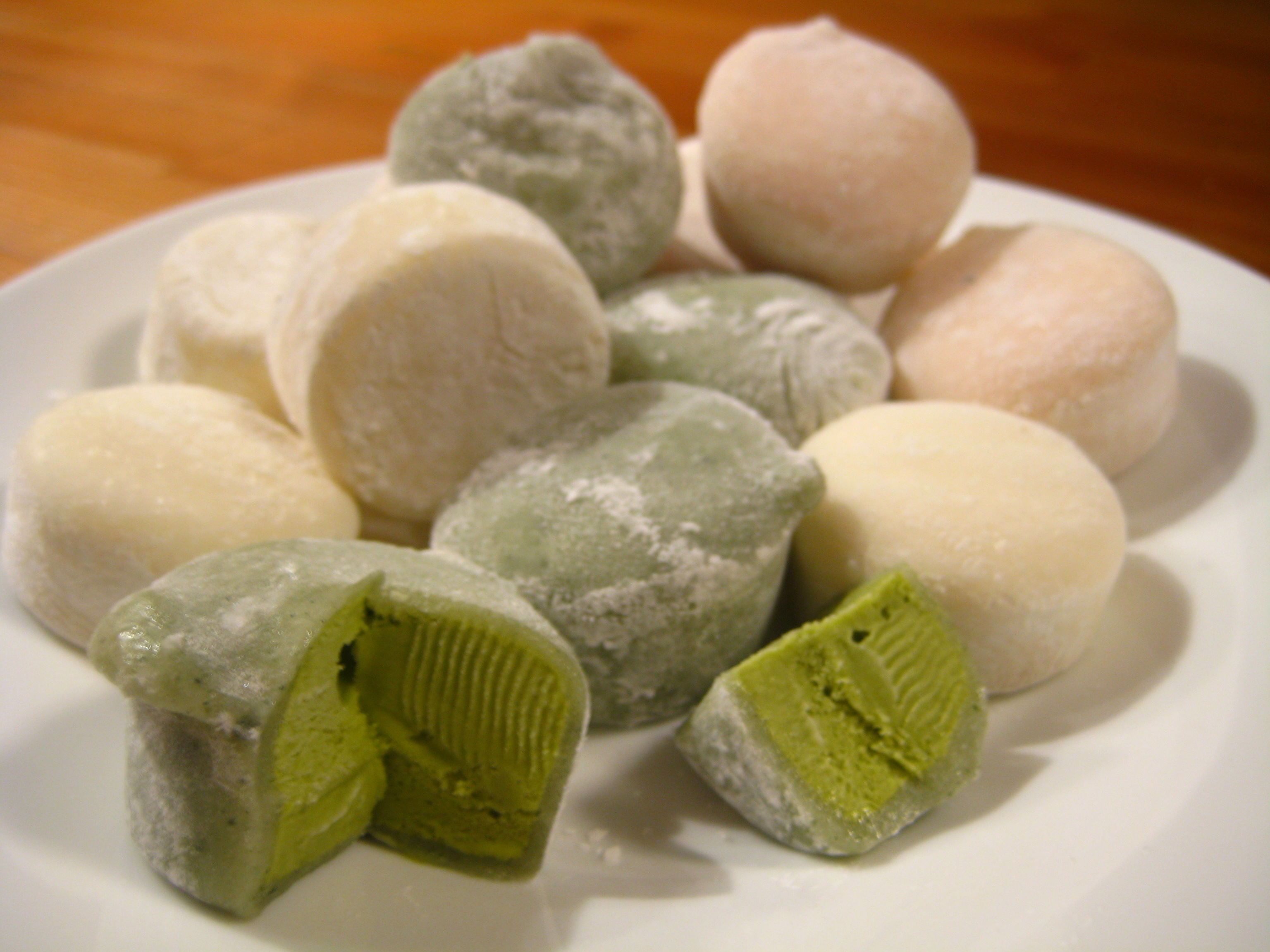
Mochi gelato in vari gusti

Molto comune in Giappone, è tradizionalmente consumato in zuppa di miso durante i festeggiamenti del capodanno giapponese, lo shōgatsu (正月?).
Come offerta rituale, il mochi viene anche utilizzato durante le ricorrenze shintoiste (Kagami-mochi) e per onorare i defunti.
Può essere consumato da solo, alla brace, accompagnato da soia (salato), riso semolato  o con kinako (dolce); una varietà, ilkinagag viene spesso abbinato al tofu fritto, anche per l'oden. 
Ciò nonostante uno dei principali utilizzi del mochi è quello in pasta come ingrediente base per la realizzazione di una gran quantità di dolciumi, tra cui i tradizionali wagashi (和菓子): fra i più comuni vi sono i dango, i daifuku (大福?), costituiti da mochi ripieni di frutta o confettura di fagioli azuki (detta anko), il sakura-mochi, simbolo della primavera e della fioritura dei ciliegi ricoperto da una foglia di ciliegio, e lo yomogi mochi, lavorato, pestato e tritato insieme alle foglie di "yomogi" (Artemisia) detto "kusa-mochi".